# Марио Метушев
Марио Юсеинов Метушев е бивш български футболист и футболен треньор. През 2023 г. е осъден на доживотен затвор за убийство, извършено през 2018 г, когато е треньор на ФК Места 2005.

## Биография
Роден е на 30 март 1979 г. в Гоце Делчев. Бил е състезател на Пирин (Гоце Делчев), Велбъжд, Ботев, Черно море, Черноморец, Берое, Янина (Гърция), Пирин 1922 и ОФК Бдин (Видин).
От 2013 до 2014 година е старши треньор на отбора на ФК Места 2005 (Хаджидимово).

### Интернет меме
Марио Метушев добива популярност след изказването на фена на Пирин (Благоевград) Константин Капчин през 2008 г. Това става по време на двубоя на „орлетата“ срещу Левски, загубен с 0:4, като фенът е възмутен от червения картон на Метушев (всъщност изгонен от игра е другият нападател на Пирин Борислав Хазуров). Така фразата „червен картон за Марио Метушев“ става интернет мем.

### Статистика по сезони
- Пирин (ГД) – 1996/97 - В група, 17 мача/6 гола
- Велбъжд – 1997/98 - A група, 19/4
- Велбъжд – 1998/99 - A група, 8/2
- Ботев – 1999/ес. - A група, 2/0
- Велбъжд – 1999/00 - A група, 8/3
- Черно море – 2000/01 - A група, 24/5
- Черноморец – 2001/02 - A група, 32/5
- Черноморец – 2002/ес. - A група, 5/4
- Берое – 2003/04 - Б група, 14/5
- Берое – 2004/05 - A група, 24/5
- Янина – 2005/ес. - C'Етники Категория, 12/4
- Пирин (ГД) – 2006/пр. - Западна Б група, 13/5
- Пирин 1922 – 2006/10 - Западна Б група[4]
- ОФК Бдин (Видин) – 2011 – Западна Б група

## Убийство на Красимир Колджиев
През 2018 г. Марио Метушев е арестуван по обвинение в убийството на Красимир Колджиев, по прякор „Дзъмбо“, извършено на 15 юни 2018 година. Повдигнато му е обвинение за умишлено убийство.
На 21 януари 2021 година състав на Окръжен съд – Благоевград постановява присъда в размер на 20 години затвор за бившия футболист. През юни 2022 г. присъдата е заменена с доживотен затвор от Софийския апелативен съд; ВКС я потвърждава през август 2023 г.